# جان دبلیو. هارلد
جان ویلیام هارلد (به انگلیسی: John William Harreld) سناتور سابق عضو حزب جمهوری‌خواه ایالات متحده آمریکا بود. وی در سال ۱۹۲۱ تا ۱۹۲۷ میلادی سناتور ایالت اکلاهما در سنای ایالات متحده آمریکا بود.